# 夏 凸凹♡
「夏 凸凹❤️」（なつ でこぼこラブ）は、はるな愛の2枚目（通算3枚目）のシングル。2009年8月5日にavex traxから発売された。

## 概要
表題曲「夏 凸凹♥」のミュージックビデオ、沖縄で撮影されたこの映像では、はるな愛が自ら指名したイケメン外国人モデルとのデートの様子が映し込まれている。

## 批評
CDジャーナルは、「広瀬香美が作詞・作曲を担当した2ndシングル。女性からの人気が高いはるな愛と「ロマンスの神様」「ゲレンデがとけるほど恋したい」などで知られる広瀬香美とのコラボレーションで、女性のハートに響く恋の唄が完成。」と評した。

## 収録内容
CD
1. 夏 凸凹❤️
  - 作詞・作曲：広瀬香美／編曲：？
2. 青い珊瑚礁
  - 作詞：三浦徳子／作曲：小田裕一郎／編曲：？
3. 夏 凸凹❤️（カラオケ）
4. 青い珊瑚礁（カラオケ）

DVD（CD+DVD盤のみ）
1. 夏 凸凹❤️（プロモーションビデオ）